# California Jamming
A California Jamming a Deep Purple Mk III. felállásának a koncertalbuma. A felvétel az amerikai ABC csatorna által szervezett California Jam fesztiválon készült 1974. április 6-án, a Los Angeles melletti Ontario Speedway-en. A rendezvényen 200 000 ember vett részt, további százezer a kerítéseken túlról nézte. A Deep Purple mellett fellépett többek között a Black Sabbath, Emerson, Lake & Palmer és az Eagles is.
Az eredeti tervek szerint a Deep Purple zárta volna a koncertsorozatot, de az előre megbeszélt 19:30-as időpontnál egy órával korábban hívták színpadra őket, közölték velük, hogy az Emerson, Lake & Palmer zárja az estét. Az ABC menedzsere próbálta győzködni az együttest, de csak Blackmore-t sikerült felidegelnie, aki kijelentette: csak sötétedés után lép színpadra. Jon Lord hívására sem volt hajlandó indulni: "Képes lettem volna akkor és ott kilépni az együttesből" – nyilatkozta később.
Végül késve kezdték el koncertjüket – az egyik legbotrányosabbat. A koncert utolsó száma, a Space Truckin' alatt Blackmore kiélte az ABC iránt érzett dühét. Első gitárja levegőbe dobálás után leesett a színpadról, a másodikkal nekiesett az ABC egyik kamerájának. Miután a gitár nyaka eltört, a közönség soraiba dobta. Ezután kigyújtott egy erősítőt, majd tűzoltás után két hangfal társaságában ledobta a színpadról. "Eredetileg nem akartam nekimenni a kamerának. Azt a menedzsert akartam kinyírni aki felbosszantott, nem az operatőrt. Gondoltam, a színpadon van, de nem volt. Ha ott lett volna, többet láttatok volna egy szétvert kameránál."
Az együttes másnap teljes körű kártérítést ajánlott fel a tévétársaságnak.

## Kiadások
A koncertről több CD és DVD jelent meg némileg eltérő tartalommal.
A koncert videóanyaga 1981-ben jelent meg Live at the California Jam címmel VHS-en a BBC video kiadásában (2000-ben Japánban DVD-n is).
A hanganyagot 1996-ban adta ki az EMI CD-n: az amerikai kiadás címe megegyezik a videóéval, az európai a California Jamming címet kapta. Erről a videóról és a CD-ről hiányzik a Lay down, stay down, ami bár elhangzott a koncerten, később mégis kivágták róla. 2003-ban jelent meg a teljes koncertet tartalmazó CD, a California Jam 1974 (Megjegyzendő, 2004-ben szintén ugyanazzal a tartalommal jelent meg a CD egy másik kiadása Just Might Take Your Life címmel) valamint 2006-ban látott napvilágot a szintén vágatlan Live in California 74 című DVD.

## Számok listája
A California Jamming CD kiadás számlistája. Más kiadásokon a számok hossza eltérhet. A Live in California 74 DVD tartalmaz a Burn előtt egy rövidfilmet, valamint a Lay down, stay down-t a Might just take your life után.
1. Burn (Blackmore/Lord/Paice/Coverdale) 6.21
2. Might just take your life (Blackmore/Lord/Paice/Coverdale) 4.41
3. Mistreated (Blackmore/Coverdale) 10.13
4. Smoke on the water (Blackmore/Gillan/Glover/Lord/Paice) 8.26
5. You fool no one (Blackmore/Lord/Paice/Coverdale)
The mule (Blackmore/Gillan/Glover/Lord/Paice) 18.42
6. Space truckin' (Blackmore/Gillan/Glover/Lord/Paice) 25.13

A California Jam 1974-en található:
3. Lay Down, Stay Down (Blackmore/Lord/Paice/Coverdale) 4:45

## Előadók
- David Coverdale – ének
- Ritchie Blackmore – gitár
- Glenn Hughes – basszusgitár, ének
- Jon Lord – billentyűk
- Ian Paice – dob